# Монтгомери, Джеймс (экономист)
Джеймс Д. Монтгомери (англ. James D. Montgomery; род. 13 апреля 1963) — американский социолог и экономист, педагог. Бакалавр университета Эндрюс (1985); доктор философии Массачусетского технологического института (1989). Профессор социологии (с 2000) Висконсинского университета. Лауреат премии Дж. Кулемана (1999) Американской социологической ассоциации.

## Основные произведения
- «Попытка экономического подхода к религиозному поведению» (англ. Contemplations on the Economic Approach to Religious Behavior, 1996);
- «Неблагоприятный выбор и циклы занятости» (англ. Adverse Selection and Employment Cycles, 1999).